# Rainer Laufs
Rainer Laufs (* 19. Juli 1939 in Trossingen; † 23. Juli 2012 in Hamburg) war ein deutscher Mikrobiologe und Hochschullehrer.

## Leben
Rainer Laufs legte 1958 sein Abitur ab und studierte danach Medizin in Freiburg, München und Wien. 1964 promovierte er in Freiburg mit der Schrift Das Verhalten verschiedener Poliovirusstämme des Typ 3 bei der Elution von Aluminiumhydroxyd, 1965 erhielt er seine Approbation als Arzt. Laufs arbeitete zunächst als wissenschaftlicher Assistent am Hygieneinstitut der Albert-Ludwigs-Universität Freiburg und dem Department of Microbiology an der University of Illinois in Chicago, bevor er an das Hygieneinstitut der Georg-August-Universität Göttingen kam. Hier wurde er 1970 mit einer Arbeit über das Rubellavirus habilitiert und erhielt die Lehrberechtigung für das Fach „Medizinische Mikrobiologie und Hygiene“. In Göttingen stieg er zum Oberarzt auf und leitete die Abteilung für Medizinische Mikrobiologie. Im Dezember 1978 folgte er dem Ruf als Direktor des Instituts für Medizinische Mikrobiologie und Immunologie an der Universität Hamburg, wo er ab 1980 auch als kommissarischer Direktor der Abteilung Krankenhygiene tätig war.
Laufs forschte und lehrte zunächst auf dem Gebiet der Antibiotikaresistenz von Bakterien, später beschäftigte er sich mit Hepatitisviren und HIV. Zahlreiche Projekte erhielten Förderungen und Unterstützungen zum Beispiel durch die Deutsche Forschungsgemeinschaft und dem Bundesministerium für Bildung und Forschung. Auf seine Initiative hin wurden am Universitätsklinikum Hamburg-Eppendorf Blutspenden auf HIV getestet, wodurch das UKE eine Vorreiterrolle unter deutschen Krankenhäusern einnahm. Seine Ergebnisse publizierte Laufs in verschiedenen Fachorganen.
Daneben wirkte Laufs in mehreren Gremien des UKE, war ärztlicher Leiter des Zentrums für Klinisch-Theoretische Medizin I und gründete die Arbeitsgemeinschaft der Hamburger Mikrobiologen und Krankenhaushygieniker. Seit 1982 war er Mitglied der Joachim-Jungius-Gesellschaft der Wissenschaften.

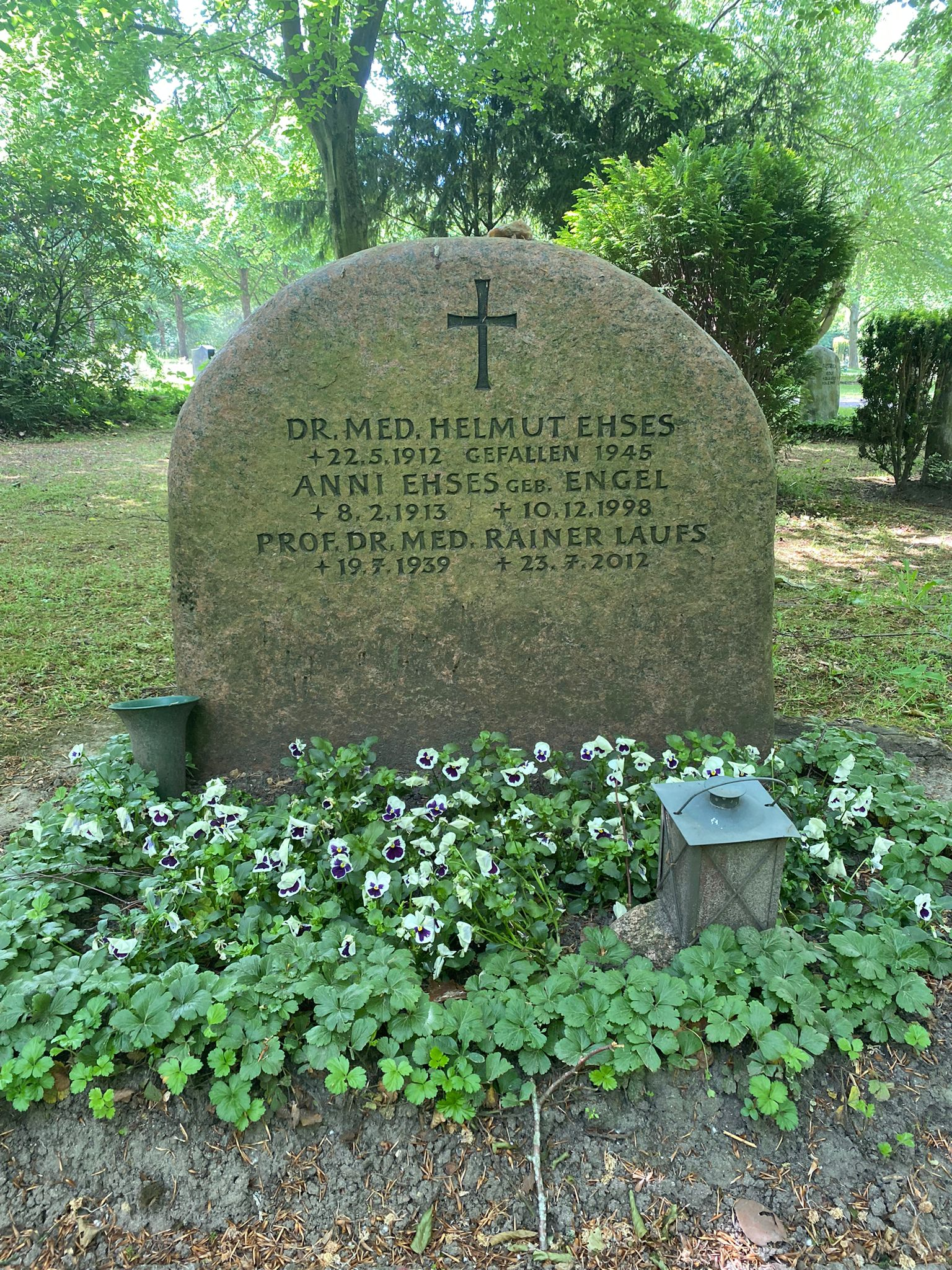
Grabstätte auf dem Friedhof Volksdorf

Zum 30. November 2004 wurde Laufs emeritiert und widmete sich seinem Hobby, dem Restaurieren von Tischen und Stühlen, überwiegend aus der Biedermeierzeit. Er verstarb wenige Tage nach Vollendung seines 74. Lebensjahres und wurde auf dem Friedhof Volksdorf (Grablage Hr 84) beigesetzt.

## Veröffentlichungen (Auswahl)
- 1964: Das Verhalten verschiedener Poliovirusstämme des Typ 3 bei der Elution von Aluminiumhydroxyd (Dissertationsschrift)
- 1967: Untersuchungen über die Entstehung von Riesenzellen in Mäusemakrophagenkulturen nach Infektion mit dem Mäusehepatitisvirus (MHV-3), erschienen in Virchows Archiv, Band 342
- 1970: Das Rubellavirus (Habilitationsschrift)
- 2002: Diagnostik der Hepatitis-C-Virusinfektion: Die Bedeutung von Bestätigungstesten, erschienen in Suchttherapie (Bd. 3)